# バート・ベルレブルク
バート・ベルレブルク (ドイツ語: Bad Berleburg, [baːt ˈbɛrləbʊrk]) は、ドイツ連邦共和国ノルトライン＝ヴェストファーレン州アルンスベルク行政管区のジーゲン＝ヴィトゲンシュタイン郡の市である。本市はドイツで最も広い市の1つである。

## 地理

### 位置
バート・ベルレブルクは、ロタール山地中央部のジーゲン＝ヴィトゲンシュタイン郡北東部に位置する同郡で最も広い市である。中核市部の近くでオーデボルン川がエーダー川に合流する。西の市境は同時にオルペ郡との郡境でもある。北の市境はホーホザウアーラント郡 (HSK) と接しており、東の市境はヘッセン州との州境を形成している。バート・ラースフェ市が南に、エルンテブリュックが南西に接している。ウィンタースポーツで知られるヴィンターベルクは約 23 km の距離にあり、冬も夏も理想的なハイキング地となっている。

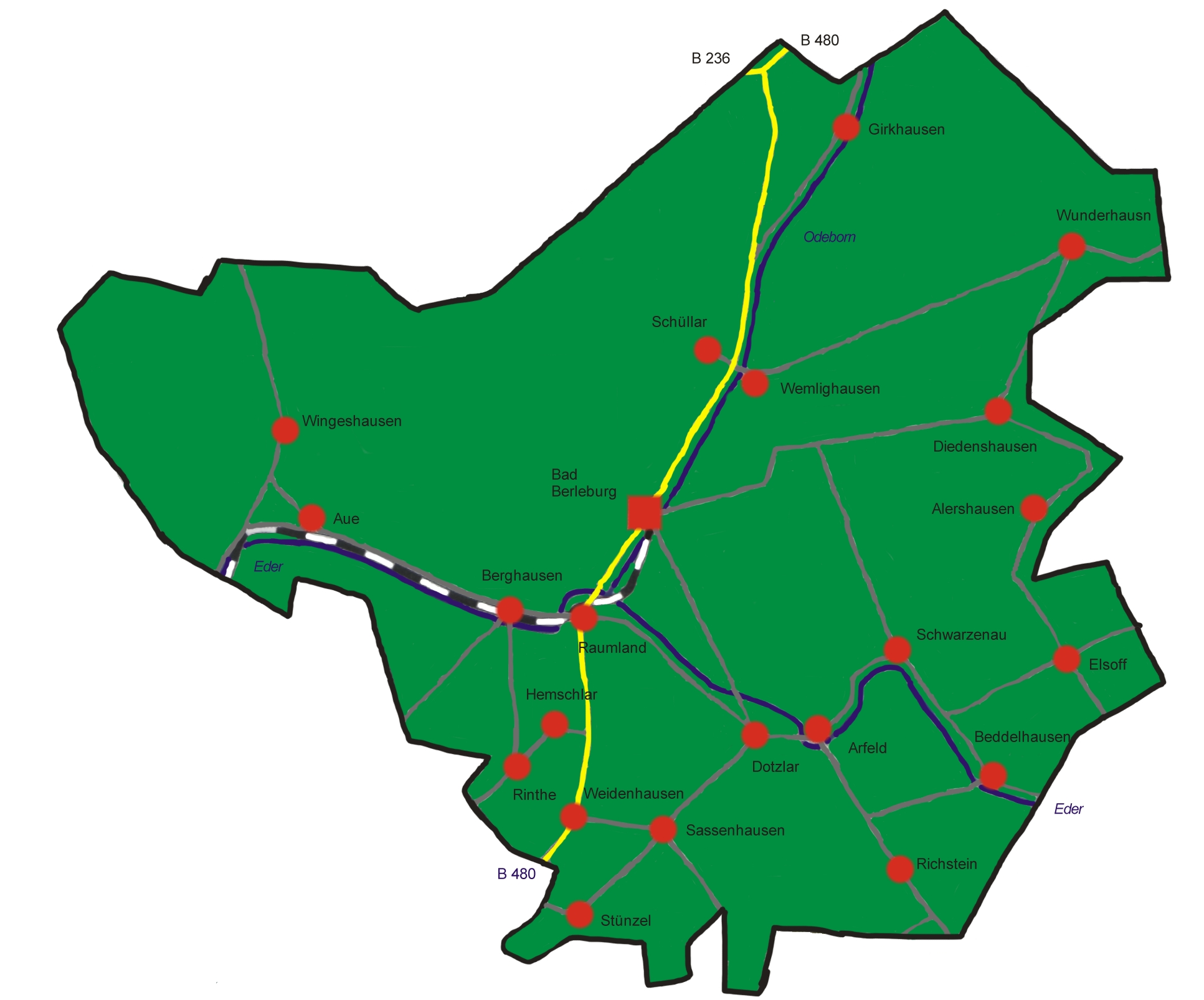
バート・ベルレブルクの市区配置図

### 市の構成
バート・ベルレブルクの中核市区は、エーダー川の支流であるオーデボルン川両岸の斜面に長く伸びている。谷には駅、商店街のポスト通りやマルクト広場がある。オーバーシュタットは、大部分が良く保存されたスレート張りの木組み建築を特徴としており、その高台には庭園やオランジュリーを有する城館が建っている。同じくオーバーシュタットには福音主義市教会やゲーテ広場があり、広場の周りには料理店が集まっている。中核市部の人口は約7,000人である。
バート・ベルレブルクには以下の集落が属しており、さらにこの他に小集落がある。
| - アラーツハウゼン - アルフェルト - アウエ - ベッデルハウゼン - ベルクハウゼン - クリスティアンスエック - ディーデンスハウゼン - ドッツラー | - エルゾフ - ギルクハウゼン - ヘムシュラー - ラウムラント - リヒシュタイン - リンテ - ザッセンハウゼン | - シュラー - シュヴァルツェナウ - シュテュンツェル - ヴァイデンハウゼン - ヴァイムリングハウゼン - ヴィンゲスハウゼン - ブンダートハウゼン |

かつては、ランゲヴィーゼ、ノイアステンベルク、モルザイフェン、ホーエライエといった山村がバート・ベルレブルクに属していた。これらの集落は現在、ホーホザウアーラント郡ヴィンターベルクに属している。

## 歴史

### 古代から中世
発掘調査は、紀元前7世紀にはすでに現在の市域内に定住地があったことを証明している。アウエ、ドッツラー、ヴェムリヒハウゼンのそれぞれの近くにある城山には、この頃の環状土塁跡がある。しかし8世紀になるまでこの場所に継続して定住がなされていた証拠はない。
アルフェルト市区やラウムラント市区は紀元800年/802年に文献に記録されている。1059年以降、アラーツハウゼン、ベッデルハウゼン、エルゾフ、シュヴァルツェナウといった集落の文献記録が遺されている。1174年にヴィデヒンシュタインという名前が記されている。ベルレブルク集落はグラーフシュタイン修道院の文書中1258年に " Berneborg" という名称で初めて記録されている。城砦は1258年3月30日にジークフリート1世伯と修道院管理人アドルフ1世フォン・グラーフシャフトに受け継がれた。1322年ベルレブルクに対するヴィデキント・フォン・グラーフシャフトの二重支配が終結した。彼はこの街に対する自らの権利をジークフリート2世フォン・ヴィトゲンシュタインに譲渡した。ヴィトゲンシュタイン伯家一門の最後の人物となったこのジークフリートが亡くなると、その娘婿であるザレンティン・フォン・ザインがその遺領を相続し。ザイン＝ヴィトゲンシュタイン家を興した。

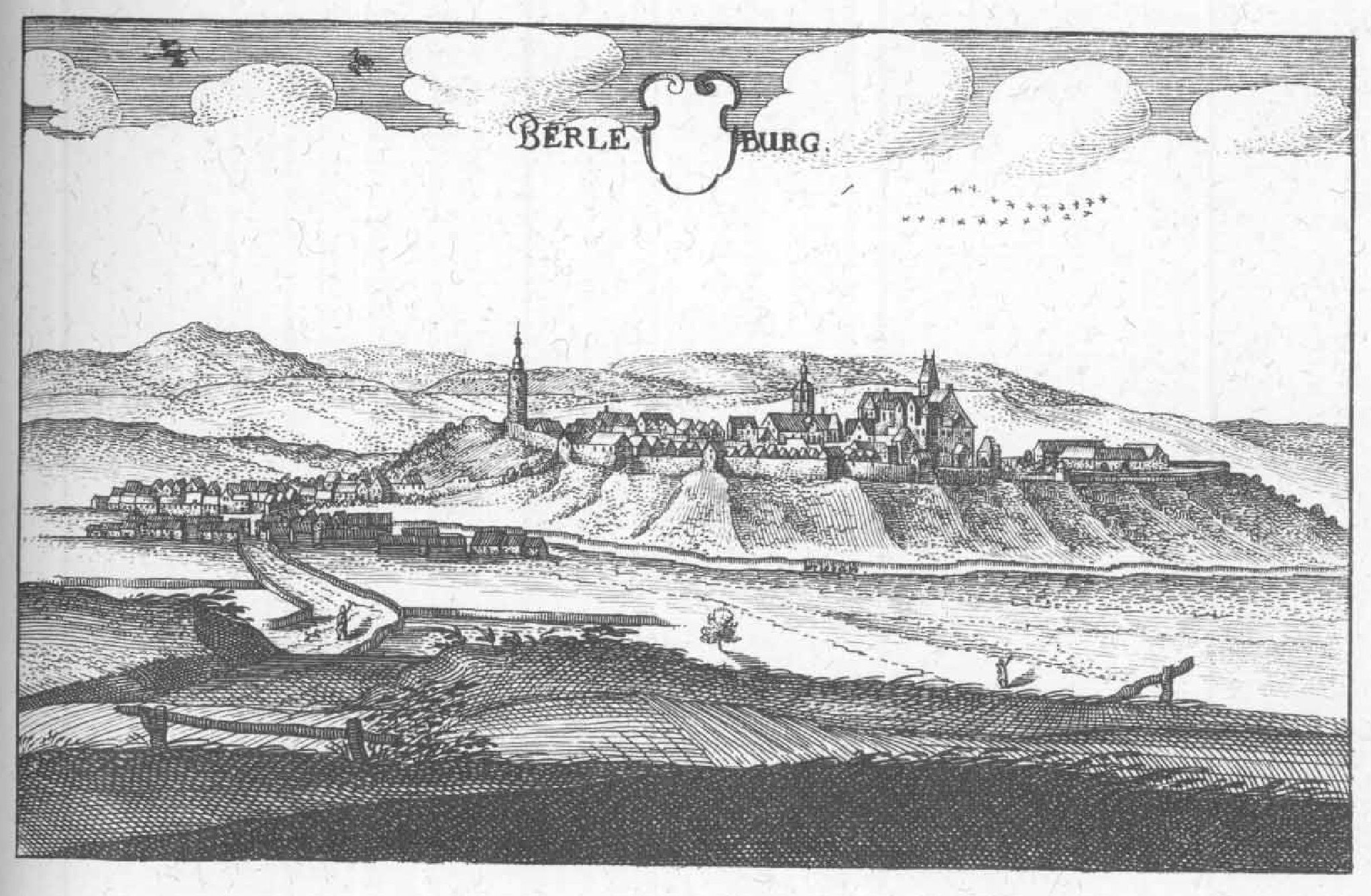
1655年出版のマテウス・メーリアンの銅版画に描かれたベルレブルク

### 近世
1488年と1522年にこの街は大火に遭い、完全に焼失した。
1605年にルートヴィヒ伯が亡くなるまでにベルレブルクはザイン＝ヴィトゲンシュタイン＝ベルレブルク伯家の首都・宮廷都市に発展し、18世紀には過激な敬虔主義による霊感運動のドイツにおける中心地となった。1726年から1742年まで、有名なベルレブルク聖書がここで出版された。
2つのヴィトゲンシュタイン伯領の宗教的寛容は、現代の言葉で言えば「異教徒」にあたる Sinti と呼ばれる家族の滞在を許していた。彼らは軍務や政務あるいは建築業の分野でヴィトゲンシュタイン領主家に仕え、18世紀中頃に伯の荘園にある自由農民の家に居住した。この世紀の終わり頃に彼らはベルレブルクの衛星都市に移された。Sinti や漂流民の家族が19世紀からここに住み着き、プロイセンの居住法改正以後バッハ・ラウゼやアルテングラーベンおよびこれに隣接するヘムシュラーの伝統的な貧民街が拡大していった。彼らは住民の多くや役所によって無差別に「ツィゴイナー」（ジプシー）の烙印を押され、その居住地はまとめて「ツィゴイナーコロニー」と呼ばれた。
ヴィトゲンシュタインは1806年にヘッセン＝ダルムシュタット大公国に編入された。ドイツ連邦の新設に伴い、オーストリア、プロイセン、ヘッセン＝ダルムシュタットの条約に基づいてヴィトゲンシュタイン領は1816年6月30日にプロイセン王国領となり、1817年2月23日の王国の政令によってヴェストファーレン州アルンスベルク県に振り分けられ、ヴィトゲンシュタイン郡の郡庁所在地となった。
1825年にこの街は、25万マルクの被害をもたらした壊滅的な火災に襲われた。
鉄道エルンテブリュック - バート・ベルレブルク線の建設により、1911年にベルレブルクの工業化が始まった。初めは林業に限局されていた。その他の工業分野は第二次世界大戦以後に興った。

### 近代

#### 国家社会主義
1930年の国会議員選挙以後ヴィトゲンシュタインの有権者の多数が国家社会主義に変化していった。NSDAPの得票率 35.1 % を示したこの街は、新しい潮流の先端にあった（NSDAPの全国平均得票率は 18.3 % であった）。1932年の大統領選挙の得票率は、ヒンデンブルク 35.2 %（全国 53 %）、ヒトラー 49.4 %（全国 36.8 %、本市を除くヴィトゲンシュタイン地方では 65.0 %）であった。1932年の2回の国会議員選挙と州議会議員選挙で国家社会主義者は過半数の 53.8、51.9、52.4 %（本市を除くヴィトゲンシュタイン地方では 69.4、65.5、67.4 %）の票を獲得した。
1933年1月30日の全国政権（ヒトラー内閣）に対する地方政権の移譲は、この地方の最も小さな村落に至るまで、たいまつ行列、友好の火祭り、祭行事で祝福された。
市長や市行政の最初の攻撃対象は、ベルク（アン・デア・ラウゼ）の衛星都市に住み、「ツィゴイナー」と蔑まれ、差別の対象となっていたベルレブルク住民であった。そのために、積極的な社会政策として「劣等民」を追放、黙殺することとした。権力掌握直後、市長は少数者を、監視された「リューネブルガー・ハイデの人里離れた場所」のバラック収容施設に送致するよう努めた。その後に執られる多くの政策と同じく、地方の役所は上級官庁や中央官庁の定めた範囲を大きく逸脱して極端化していった。多くの市町村役場、中央官庁、民間企業の関連部署、教会組織、あるいは個人が追放政策の細分化した作業連携を支えていた。それはたとえば、移住禁止、買い物禁止、学問の禁止などであった。
1942年12月16日、アウシュヴィッツ令によって「ツィゴイナー混血者（「メッケゼー」とも呼ばれる）、ロマ、ドイツの血統に属さないバルカン民族由来のツィゴイナーのジッペに属す者 … は強制収容所に収容する」よう命令された。この施行命令は、開戦前から「しっかりとした仕事」をし、「しっかりとした住まい」を持ち、完全にベルレブルクに根を下ろした「社会的適合者」は除外するとしていた。地元の決定会議は、これを無視した。1943年3月9日に134人が「ベルク」やアルテングラーベンで逮捕された。その半数が子供で、最も小さな子供は3か月であった。このうち生き延びたのは9人だけであった。
空き家となった家屋は、残った調度を市当局や税務署が組織的に差し押さえる前に、本来の目的に使用したり売却したりするために人々に略奪され廃墟となった。
市やアムト・ベルレブルクのユダヤ系少数者を取り巻く雰囲気は権力掌握以来変化した。1935年に駅の向かい側に「ユダヤ人お断り」という横断幕が掲げられた。1938年11月9日にベルレブルクのシナゴーグが荒らされ、その所有物は見物や破壊活動のために集まった党幹部や多くの市民が参加する中、マルクト広場で焼却された。ショーウィンドウや住居の窓は叩き割られ、オフィスや住まいの備品は破壊された。略奪も起きた（「水晶の夜」）。周辺町村では、少なくともシュヴァルツェナウとおそらくベッデルハウゼンでも暴力事件が起こった。これに続いてユダヤ人がザクセンハウゼン強制収容所に送致された。国外や大都市へ逃れるベルレブルクのユダヤ人が増えた。残された所有物は多数派住民や国家のものとなった。
1942年4月28日にザモシチ（ポーランド）に送られ、1942年7月27日にテレジエンシュタット強制収容所に、1943年2月27日にアウシュヴィッツ＝ビルケナウ強制収容所に送致された25人のベルレブルク市民のうち生き延びたのは1人だけであった。このうち10人は逃走先で拘束された。1944年9月に異教婚の「ユダヤ人姻戚者」や「第一種ユダヤ人混血者」がトート機関の様々な作業所での強制労働に駆り出された（「特別指令 J」）。1942年には18人のシュヴァルツェナウ住民（このうち10人が転居者であった）、3人の転居してきたアルフェルト住民、4人のベッデルハウゼン住民、7人のエルゾフ住民が逮捕され、生き延びた者は1人もいなかった。1944年に非ユダヤ人と結婚したシュヴァルツェナウの女性が娘とともに強制労働のためにベルリンに送致された。彼女たちは2人とも生き延びた。
1930年代初めの約3,300人の住民のうち約 8 %（この数値は平均よりも高い）が「ツィゴイナー」、ユダヤ人、「反社会分子」あるいは共産主義者として国家社会主義の強制収容所に送致され、その多く（約150人、住民の 5 %）が死亡した。さらに安楽死させられた患者が犠牲者に加わる。これによりベルレブルクは、国家社会主義的絶滅政策の犠牲者が最も多かったドイツ都市の1つに数えられる。
ヨーロッパのロマのポライモスの責任者に対する2件の刑事訴訟だけがベルレブルクの事件、ベルレブルクの活動家たちの行為を扱った（1948年/49年、1987年 - 1991年、それぞれジーゲン地方裁判所にて）。
沈黙と激論の時期を経て、犠牲者を記念し称揚する文化的意識が確立した。人種的迫害を受けた少数民族（ロマとユダヤ人）のための記念板が設置され、市議会はケルンの芸術家グンター・デムニヒのストルパーシュタイン（躓きの石）を設けることを2007年6月18日に決定した。その設置は2008年9月2日に市の750年祭祝祭行事として開始された。

#### 現代
早くも1935年から、この街は穏やかな気候から「ルフトクアオルト」（空気の清浄な保養地）として認められていた。1949年以後、精神身体医学の病院としてクリニーク・ヴィトゲンシュタインが設立された。現在の運営母体は福音主義ヨハネス会である。
州で有名なクナイプ式水浴地として、1971年7月1日に「バート」（温泉地を表す）の肩書きを与えられ、これ以後「バート・ベルレブルク」と称している。湯治場としての州の指定は1974年になされた。
2013年11月、シュピールアッカーの旧ロタールクリーニクに約300人の難民を収容する仮宿泊所が設けられた。2014年8月に難民の収容キャパシティは450人まで拡大された。2015年5月に旧クリーニクの難民仮宿泊所は約500人の難民を収容するノルトライン＝ヴェストファーレン州の第一収容施設（中央宿泊施設）に改編された。

### 市町村合併
1975年1月1日、ザウアーラント/パーダーボルン法によってアムト・ベルレブルクが廃止され、その大部分がバート・ベルレブルク市に編入された。この市は、それまで独立した町村だったアラーツハウゼン、アルフェルト、アウエ、ベッデルハウゼン、ベルクハウゼン、ディーデンスハウゼン、ドッツラー、エルゾフ、ギルクハウゼン（の大部分）、ヘムシュラー、ラウムラント、リヒシュタイン、リンテ、ザッセンハウゼン、シュラー、シュヴァルツェナウ、シュテュンツェル（の大部分）、ヴァイデンハウゼン、ヴェムリングハウゼン、ヴィンゲスハウゼン、ヴンデルトハウゼンが合併して成立した市であり、ノルトライン＝ヴェストファーレン州で最も広い市の1つである。ホーエライエ、ランゲヴィーゼ、モルザイフェン、ノイアステンベルクは新設されたホーホザウアーラント郡に編入された。これらはヴィンターベルクの市区となった。バルデ、ビルケルバッハ（エルンテブリュック）、ビルケフェール、ライムシュトルト、ヴォーメルスドルフはエルンテブリュック町となった。同時にヴィッテンベルク郡は旧ジーゲン郡とともに新たにジーゲン郡を形成した。1984年1月1日、ジーゲン郡はジーゲン＝ヴィトゲンシュタイン郡に改名した。

## 住民

### 人口推移

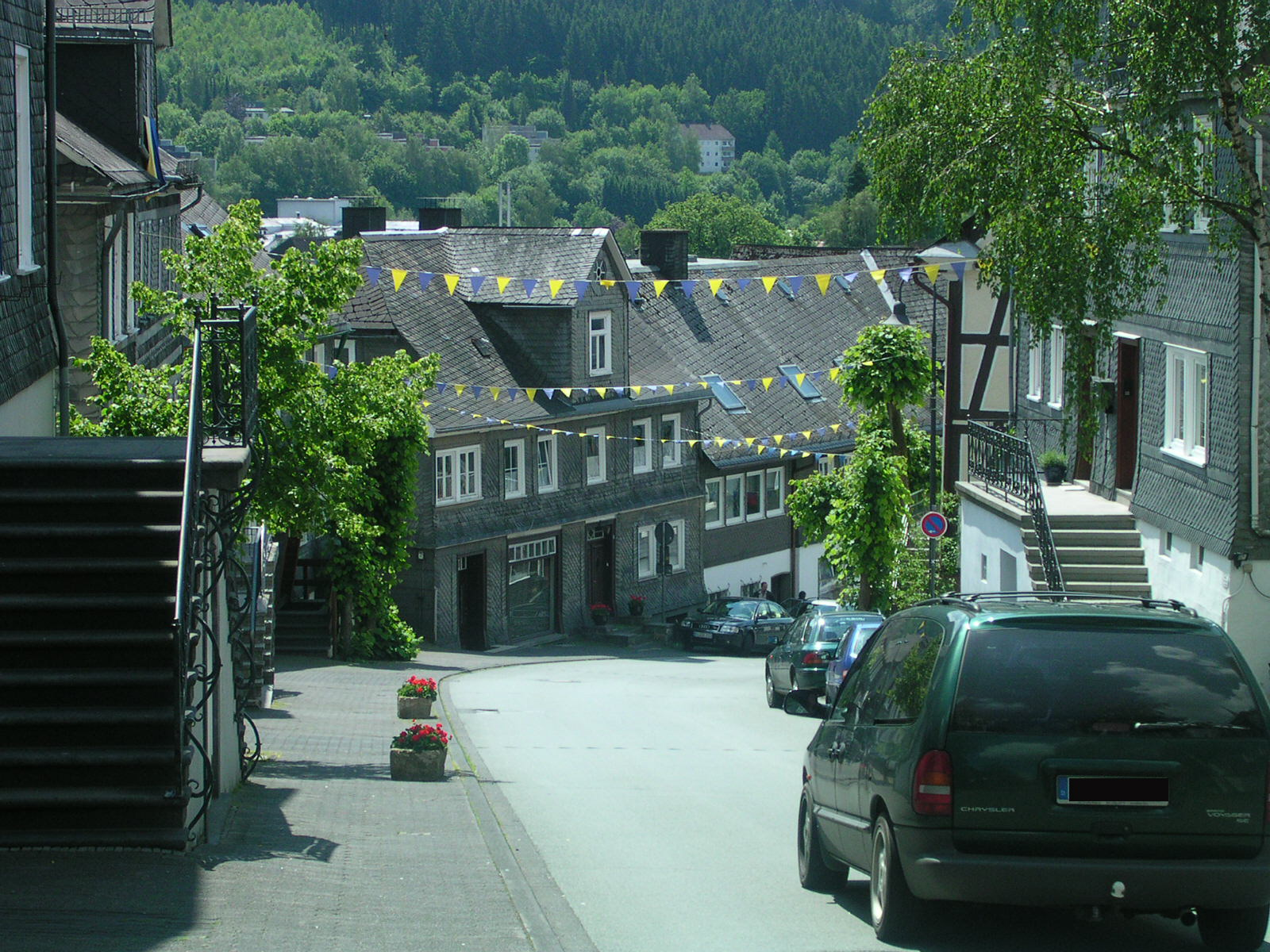
バート・ベルレブルクの街並み

| 年              | 人口（人） |
| --------------- | ---------- |
| 1961 (6月6日)   | 19,373     |
| 1970 (5月27日)  | 20,874     |
| 1974 (6月30日)  | 20,649     |
| 1998 (12月31日) | 21,177     |
| 1999 (12月31日) | 21,190     |
| 2000 (12月31日) | 21,219     |
| 2001 (12月31日) | 21,135     |
| 2002 (12月31日) | 21,022     |
| 2003 (12月31日) | 20,884     |
| 2004 (12月31日) | 20,794     |
| 2005 (12月31日) | 20,986     |
| 2006 (12月31日) | 20,440     |

| 年              | 人口（人） |
| --------------- | ---------- |
| 2009 (12月31日) | 19,993     |
| 2010 (12月31日) | 19,929     |
| 2011 (12月31日) | 19,606     |
| 2012 (12月31日) | 19,781     |
| 2015 (12月31日) | 19,774     |
| 2020 (12月31日) | 18,847     |

## 行政

### 市議会
本市の市議会は32議席からなる。

### 紋章
図柄: 上下二分割。上部はさらに左右に二分割。上部向かって左は、赤地で、左（向かって右）に歩む、2本の尾を持ち、こちらを向き、青い爪と舌で威嚇する金の獅子。向かって右は銀地に2本の黒いポール。下部は銀地で左（向かって右）に歩む、赤い爪と舌で威嚇する黒い熊。
獅子はザイン家の紋章動物である。熊は狩猟を表している。銀地に黒いポールはヴィトゲンシュタイン家の紋章に描かれている。

### 姉妹都市
- フレデンスボー（デンマーク語版、英語版）（デンマーク、デンマーク首都地域）1975年

友好都市
- Årup Sogn（デンマーク、南デンマーク地域アセンス市（デンマーク語版、英語版））1982年

## 文化と見所

### 博物館
ヒュッテンタールのシュヴァルツェナウ集落の高台にアレクサンダー＝マック博物館がある。ここには18世紀初めのこの地域の過激な敬虔主義の歴史が記録されている。この建物の名称はシュヴァルツェナウ同胞会の創始者アレクサンダー・マックにちなんでいる。この他の博物館としては、アルフェルト冶金博物館、ディーデンスハウゼン郷土博物館、ドレーコイテ・ギルクハウゼン（工芸・郷土博物館）、ラウムラント見学スレート鉱山、博物館ホーフ・エスペがある。

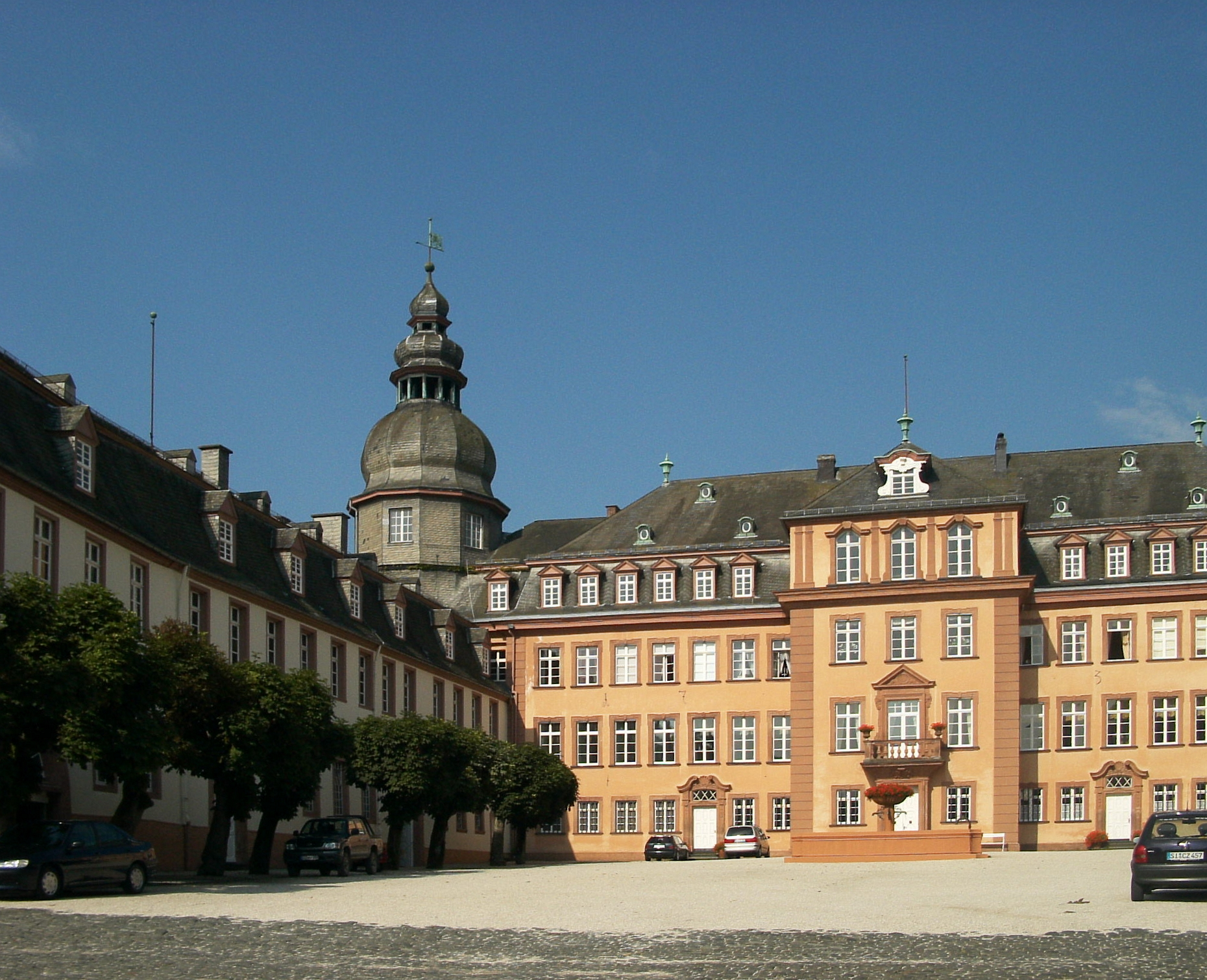
ベルレブルク城

### 建築
- ベルレブルク城: ザイン＝ヴィトゲンシュタイン＝ベルレブルク侯家の歴史を展示する城館博物館が入居したバロック様式の主館（1733年建造）を有する[23]。
- シュールカペレ・ザッセンハウゼン: 1703年にマンヌス・リーデゼルによって建設されたこの木組み建築は礼拝堂および学校として利用された。
- ルートヴィヒスブルク: 同じくマンヌス・リーデゼルによって建設された、このヴィトゲンシュタイン伯家傍流の居館は、コーニスや角の梁に豊かな装飾が施されている。
- 保護文化財に指定されている福音主義教会

バート・ベルレブルクは、全部で104件の建造文化財を有している。
- ザクセンハウゼンの礼拝堂
- ルートヴィヒスブルク
- バート・ベルレブルクの福音主義教会

### 躓きの石
世界中で46,000個以上あるストルパーシュタイン（躓きの石）のうち、46個がバート・ベルレブルクにある。

### 年中行事
- 羊毛市、5月第1日曜日
- 射撃祭、家畜ショー、歳の市、6月第2土曜日
- 木材市、偶数年の9月第2週末
- 収穫感謝祭、10月第1日曜日
- ディーデンスハウゼンのクリスマスマーケット、第1アドヴェントの土曜日
- アルフェルトのクリスマスマーケット、12月第1土曜日
- バート・ベルレブルクのクリスマスマーケット、第3アドヴェントの週末（バート・ベルレブルクのクリスマスの夜の時間旅行）[24]
- 各地区の射撃祭、6月から9月にほぼすべての地区で開催される。

## 経済と社会資本

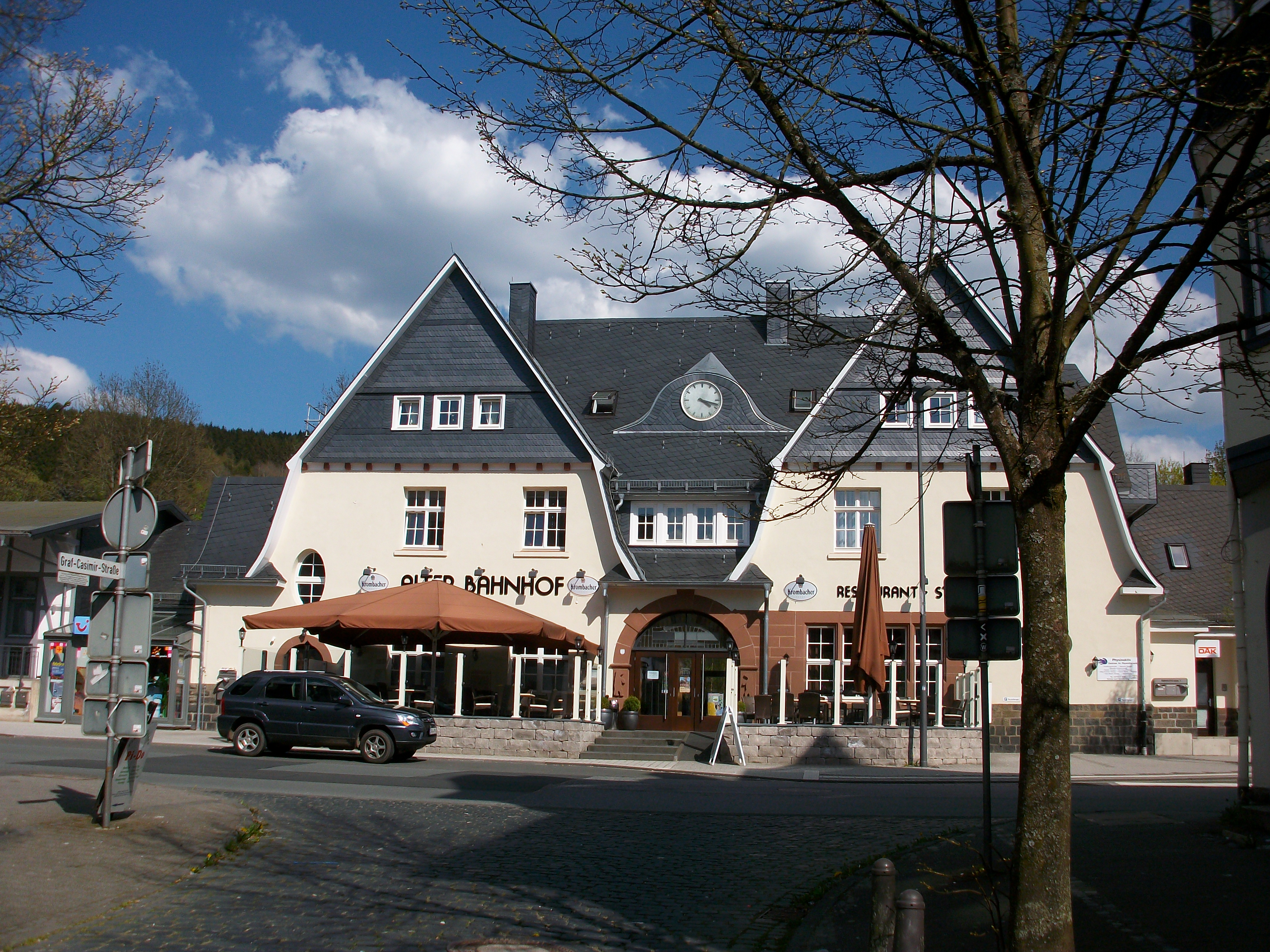
ベルレブルク駅

### 交通
市内を南北に連邦道 B480号線が通っており、北のヴィンターベルク、南西のエルンテブリュックとバート・ベルレブルクとを結んでいる。
鉄道エルンテブリュック - バート・ベルレブルク線は南から本市に入り、ここを終点とする。1981年5月29日までバート・ベルレブルクからアレンドルフおよびフランケンベルクに至るオベーレ・エーダータール鉄道およびヌットラー - フランケンベルク線があった。ヴィンターベルクまで鉄道を結ぶ計画もあったが、コスト高のために実現しなかった。
2016年5月にヴェストファーレン南旅客近郊交通目的連合は、ジーゲン＝ヴィトゲンシュタイン郡内で3本の夜行バスを同年12月31日まで試験運行することを発表した。このうち2本が市内を通っていた。試験運行のバスは、金曜日から土曜日および土曜日から日曜日の夜間に、ジーゲンとバート・ベルレブルクとの間（ネトフェンとエルンテブリュックを経由）、およびバート・ベルレブルクとバート・ラースフェとの間で運行された。この路線は需要が少なかったため、運行終了となった。

### 自転車道
エーダー川に沿って、以下の自転車道が整備されている。
- エーダー自転車道: 全長 180 km、ノルトライン＝ヴェストファーレン州のロタール山地を起点とするが、ここではエーダーアウエンヴェークと呼ばれている。大部分がヘッセン州を通っており、ここではエーダー自転車道と呼ばれる。この自転車道は、グックスハーゲン近郊でフルダ川に合流するまでエーダー川に沿って伸びている[27]。
- オラニエ＝ルート自転車道: ディーツ、ナッサウ、ブラウンフェルス、ディレンブルク、ジーゲン、バート・アーロルゼンといった、何世紀にもわたってオランダ王家と緊密な関係を築いてきた都市を巡る。全長 400 km を超える。

### 工業、産業、サービス業
エルンテブリュック＝シャメーダーとの間に市域を超える工業・産業地区「ヴィトゲンシュタイン工業パーク」が存在する。

### 重要な企業
- ヴィトゲンシュタイナー・クアアンシュタルト 
 1951年に民間主導で設立されたクナイプ水浴協会が、ヴィトゲンシュタイナー・クアアンシュタルト (WKA) の前身である。WKAがクナイプ式水浴場をオープンした1953年には、延べ11,000泊の宿泊客があった。ベルレブルクは次第にドイツの主要なクナイプ式水浴地になっていった。現在バート・ベルレブルクには、ヘリオス・クリーニケン GmbHに属す精神身体医学、整形外科、神経学のリハビリ施設やフレゼニウス SE & Co. KGaA の一部が存在している。心臓循環器クリーニクは2011年末に閉鎖された。2012年10月にロタールクリーニクの精神身体医学部門がアルニカヴェーク1番地の建物に移転してきた。救急医療の旧郡立病院はヘリオス＝クリーニクとして運営されている。
- ベルレブルガー・シャウムシュトッフ（フォームプラスチック）工場 
 合成樹脂加工業の分野で国際的に活動している企業である。ウサイン・ボルトが 100 m の世界記録を樹立した際の青いフロアリング材で知られている。
- EJOT 
 結束技術の分野で国際的に活動するこの中規模企業グループは、本社をバート・ベルレブルクに置いていた。
- ソナー 
 国際的に有名な打楽器メーカー。
- ヴィトゲンシュタイン貯蓄銀行 
 バート・ベルレブルク、バート・ラースフェ、エルンテブリュックの貯蓄銀行。

### メディア
ヴィトゲンシュタイン地方の都市、すなわちバート・ベルレブルク、バート・ラースフェ、エルンテブリュック向けの地方版を持つヴェストファーレンポストとジーゲナー・ツァイトゥングがバート・ベルレブルクで出版されている。ヴィトゲンシュタイン地方で最も発行部数が多いのはヴェストファーレンポストである。2009年3月14日までヴィトゲンシュタイン向け地方版のヴェスフェリシェ・ルントシャウが刊行されていた。この新聞はエッセンの WAZ-メディアグループが制作していた。ヴェストフェリシェ・ルントシャウの愛読者は、編集局閉鎖以後、ヴェストファーレンポストのヴィトゲンシュタイン地方版を購読している。

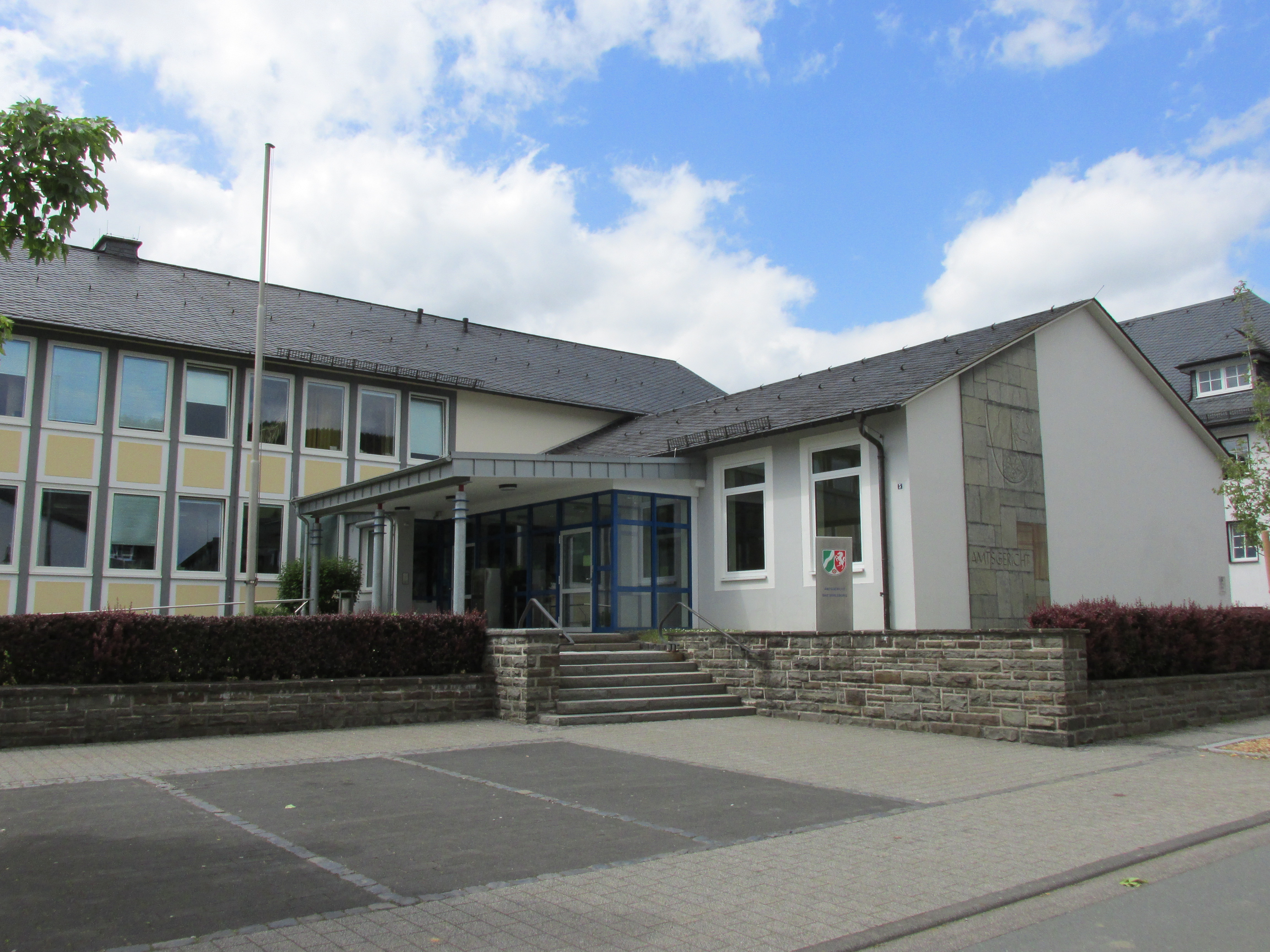
バート・ベルレブルク区裁判所

### 公共機関
この町にはバート・ベルレブルク区裁判所があり、バート・ラースフェおよびエルンテブリュックもその管轄下にある。

### 教育
- 基礎課程学校
  - ブルクフェルトシューレ・バート・ベルレブルク
  - シュラー＝ヴェムリングハウゼン基礎課程学校
  - ベルクハウゼン基礎課程学校
  - ドッツラー基礎課程学校
  - アウエ＝ヴィンゲスハウゼン基礎課程学校
  - エルゾフ基礎課程学校
  - ヴンデルトハウゼン基礎課程学校
- 本課程学校
  - ルートヴィヒ＝ツー＝ザイン＝ヴィトゲンシュタイン＝シューレ・バート・ベルレブルク
- 実科学校
  - バート・ベルレブルク市立実科学校
- ギムナジウム
  - ヨハネス＝アルトゥシウス＝ギムナジウム（1925年頃設立）
- 職業補習高等専門学校
  - ジーゲン＝ヴィトゲンシュタイン郡立ヴィトゲンシュタイン職業補習高等専門学校 (BKW)

### プロジェクト
2010年3月に、自然保護・種の保存プロジェクト「ロタール山地のヨーロッパバイソン」プロジェクトがスタートした。これにより、「850年以降初めてヨーロッパバイソンがドイツの地に再び放たれた」。このプロジェクトでは、1926年に原野では絶滅した動物種が再び棲息できるかが試される。目標頭数として25頭以上が定められた。2014年9月に、「バイソンレンジャー」がバイソンに蹴られて顔にケガをするという事故が起きた。

## 人物

### 出身者
- ヨハネス・アルトゥジウス（ドイツ語版、英語版）（1563年頃 - 1638年頃）カルヴァン主義の政治哲学者
- ノルベルト・ディッケル（ドイツ語版、英語版）（1961年 - ）サッカー選手
- ピア・ヴンダーリヒ（ドイツ語版、英語版）（1975年 - ）女子サッカー選手
- ティナ・ヴンダーリヒ（ドイツ語版、英語版）（1977年 - ）女子サッカー選手
- クリストフ・クニー（ドイツ語版、英語版）（1984年 - ）バイアスロン選手
- ティム・トロイデ（ドイツ語版、英語版）（1990年 - ）サッカー選手

### ゆかりの人物
- ナタリー・ツー・ザイン＝ヴィトゲンシュタイン＝ベルレブルク（1975年 - ）馬術馬場選手

## 関連図書
- Johann Georg Hinsberg: Sayn-Wittgenstein-Berleburg, Bd. I, IV und V, Berleburg 1920–1925.
- Johann Georg Hinsberg: Geschichte der Kirchengemeinde Berleburg bis zur Regierungszeit des Grafen Casimir (18. Jh.). Eingeleitet, herausgegeben und kommentiert von Johannes Burkardt und Ulf Lückel, Bad Berleburg 1999.
- Ulf Lückel: Streifzug durch die Stadtgeschichte. 750 Jahre Berleburg, in: Siegerländer Heimatkalender 84 (2009), S. 99–112.
- Willi Mues: Der große Kessel. Eine Dokumentation über das Ende des Zweiten Weltkrieges zwischen Lippe und Ruhr/Sieg und Lenne. Erwitte 1984.
- Ulrich Friedrich Opfermann: Mit Scheibenklirren und Johlen. Juden und Volksgemeinschaft im Siegerland und in Wittgenstein im 19. und 20. Jahrhundert, Siegen 2009.
- Rikarde Riedesel, Johannes Burkardt, Ulf Lückel (Hrsg.): Bad Berleburg - Die Stadtgeschichte, Bad Berleburg 2009.
- Heinz Strickhausen: Berleburg. Eine Kleinstadt am Rande des Krieges, Bad Berleburg 1999, 2. Aufl.
- Heinz Strickhausen: Berleburg. Eine Kleinstadt in der Nachkriegszeit. Wittgenstein nach dem Zweiten Weltkrieg 1945–1949, Bad Berleburg 2002.
- Rainer Wolff: Berleburg im Spiegel alter Ansichtskarten, Bad Berleburg 1999, 1. Aufl.
- LG Siegen, 4. März 1949. In: Justiz und NS-Verbrechen. Sammlung deutscher Strafurteile wegen nationalsozialistischer Tötungsverbrechen 1945–1966, Bd. IV, bearbeitet von Adelheid L Rüter-Ehlermann, C. F. Rüter. Amsterdam : University Press, 1970, Nr. 124, S. 157–189  Prozess wegen Verbrechens gegen die Menschlichkeit gegen sechs Angeklagte: Deportation von 134 Zigeunern aus der Berleburger Zigeunerkolonie ins KL Auschwitz, wo die meisten den Tod fanden
- Peter Schneider: Auf der Reichsautobahn von Erndtebrück nach Wunderthausen. Planungen für eine Autobahn durch das Rothaargebirge. In: Zeitschrift Wittgenstein, Band 81/2017, Heft 1, S. 19-45

これらの文献は、翻訳元であるドイツ語版の参考文献として挙げられていたものであり、日本語版作成に際し直接参照してはおりません。

## 訳注
1. ↑  ドイツ語: Stolpersteine、国家社会主義の犠牲者名を刻み、そのゆかりの場所に埋設したプレート